# Springthorpe
Springthorpe – wieś i civil parish w Anglii, w Lincolnshire, w dystrykcie West Lindsey. W 2011 civil parish liczyła 138 mieszkańców. Springthorpe jest wspomniana w Domesday Book (1086) jako Springetorp.